# Geneviève Élisabeth Disdéri
Geneviève Élisabeth Disdéri, född 1817, död 1878, var en fransk fotograf.   Hon var den första kvinnliga yrkesfotografen i Frankrike, och en av de första i världen, samtida med Brita Sofia Hesselius, Franziska Möllinger och Bertha Wehnert-Beckmann.  Hon gifte sig 1843 med pionjärfotografen André-Adolphe-Eugène Disdéri och öppnade tillsammans med honom en fotoateljé i Brest 1848. När paret separerade och maken lämnade Brest 1852, drev hon ateljén ensam. Hon är känd för sina bilder av Brest. Från 1872 drev hon en ateljé i Paris. 